# Hawaïaans
Het Hawaïaans (Hawaïaans: ʻōlelo Hawaiʻi) is een taal uit de Polynesische tak van de Austronesische taalfamilie.
De taal wordt nog maar weinig gesproken omdat de huidige bewoners van Hawaï grotendeels van elders stammen en Engels spreken. Toch is de taal niet bedreigd doordat veel kinderen op school de taal leren. De taal is een extreem voorbeeld van een klinkertaal; hij kent slechts acht medeklinkers, de glottisslag inbegrepen.
Het Hawaïaans heeft ongeveer 2.000 moedertaalsprekers, en ongeveer 27.160 mensen spreken deze taal thuis.
Het Hawaïaanse alfabet telt maar twaalf letters:
a, e, h, i, k, l, m, n, o, p, u, w
De glottisslag wordt meestal als een okina geschreven. De okina lijkt wel een apostrof, bijvoorbeeld:
Hawaiʻi ('ha - wai - ie')
Molokaʻi ('mo - lo - ka - ie')